# Kırklareli (provins)

Provinsens läge i Turkiet.

Kırklareli är en provins i nordvästra Turkiet vid Svarta havets västkust. Den hade 332 791 invånare (2015) på en areal av 6 550 kvadratkilometer. Provinsen huvudort är Kırklareli.